# Artur Valikaev
Artur Rifovič Valikaev (in russo Артур Рифович Валикаев?; Sterlitamak, 8 gennaio 1988) è un ex calciatore russo, di ruolo attaccante.